# Função de estado
Uma função de estado é uma função que descreve uma relação entre duas ou mais variáveis de estado que definem o estado de um sistema termodinâmico. Designa também qualquer variável de estado assumida dependente daquelas escolhidas para definirem-se os estados do sistema e por tal tratadas como independentes.

## Definição
Em termodinâmica, as variáveis de estado ou variáveis termodinâmicas são as grandezas físicas termodinâmicas utilizadas na definição e descrição do estado de um sistema termodinâmico. 
Algumas das variáveis de estado, comuns a todos os sistemas termodinâmicos massivos, incluso os mais simples, são:
massa (m) ; quantidade de matéria (n) ; Pressão (P) ; Temperatura (T) ; Volume (V) ; Energia interna (U) e Entropia (S).
Há ainda outras, não menos importantes, tais como:
Entalpia (H) ; Energia livre de Helmholtz (A); Energia livre de Gibbs (G); Magnetização ({\displaystyle {\vec {M}}}) ; etc.
Um estado de um sistema é descrito por um conjunto específicos de valores de suas variáveis de estado. A definição de "estado" do sistema - e mesmo das variáveis de estado - assume em princípio o sistema em equilíbrio termodinâmico. 
Um dado sistema termodinâmico altera o seu estado de equilíbrio em virtude de alterações nas interações que estabelece com a sua fronteira ou mesmo vizinhança. Ao fazê-lo, o processo desencadeado pode dar-se e usualmente se dá de forma abrupta o suficiente para que não se possa definir estado de equilíbrio durante a transição entre os assumidos estados de equilíbrio inicial e final. Poucos são os casos onde os processos - então nomeados processos quasi-estáticos - dão-se de forma adequada o suficiente para que se possa corretamente descrevê-los via uma sequência de incontáveis transições diferenciais entre estados de equilíbrio imediatamente adjacentes, ou seja, entre estados quasi-idênticos, de forma que o sistema possa sempre ser assumido estar em equilíbrio termodinâmico em qualquer instante durante a transição.
O conjunto de valores das variáveis de estado define o estado do sistema apenas quando esse encontra-se no equilíbrio termodinâmico, e tais variáveis não podem - ao menos sem considerações muito específicas - ser usadas para descrever a evolução temporal do sistema na grande maioria dos processos termodinâmicos onde, durante a transição de um estado de equilíbrio a outro, o sistema não está em equilíbrio (muitas das variáveis de estado não são sequer definidas em tal situação). Tal descrição é corretamente possível apenas nos processos quasi-estáticos.
Independente da forma como se dá o processo que culmina por levar o sistema de um dado estado a outro qualquer, uma vez comparados os valores das variáveis de estado nos diversos estados de equilíbrio possíveis para o sistema   (usualmente mas não necessariamente um sistema fechado), verifica-se contudo que, em qualquer estado, há vínculos e restrições de natureza física conectando os diversos valores possíveis das variáveis de estado. Igualmente satisfeitos em qualquer estado do sistema, são tais vínculos que, nos processos termodinâmicos,  não permitem que os valores das variáveis de estado se alterem de forma indiscriminada ou mesmo de forma completamente independente das demais, mesmo que o processo entre os estados seja em essência um processo caótico e de não equilíbrio. 
As relações de dependência entre as variáveis - as funções de estado, traduzidas matematicamente na forma de equações de estado - são relações que conectam os possíveis valores de um dado subconjunto de variáveis de estado de um sistema. Dá-se também o nome de "função de estado" às variáveis de estado que são assumidas dependentes de outras - geralmente daquelas escolhidas para definir-se o estado. Assim, a energia interna U de um gás ideal é dita ser uma "função de estado; sendo as variáveis independentes - as que definem o estado no estudo de tais gases - usualmente escolhidas como sendo a temperatura T, a pressão P e o volume V do gás. 
É nesses termos e com base no antes exposto que se diz: A variação de uma função de estado depende apenas do estado final e do estado inicial do sistema.
Uma função de estado estabelece relações entre um determinado número de variáveis de estado, mas não necessariamente entre todas simultaneamente, havendo assim várias equações de estado possíveis para um sistema. Uma função de estado usualmente não encerra em si todas as propriedades físicas do sistema, e não é assim capaz, ao menos sozinha, de descrevê-lo completamente. Precisa-se usualmente de um conjunto mínimo de equações de estado independentes para fazê-lo.
É possível contudo escrever-se uma única equação - nomeada equação fundamental - que encerra em si todas as propriedades físicas do sistema. Essa equação descreve, sozinha, todo o sistema, e dela é possível extrair-se todas as equações de estado desejadas. Para fazê-lo basta utilizar o formalismo termodinâmico associado.

## Exemplo - Gás monoatômico ideal
Considere um sistema definido por uma certa massa de gás ideal monoatômico. A análise de tal sistema revela que, para ele, há as seguintes equações de estado:
{\displaystyle PV=nRT}             (relação de Clapeyron)
Nas expressões anteriores, n representa a quantidade de matéria do sistema, em mols, e R é a  constante dos gases ideais.
As partículas de um gás  monoatômico só possuem movimentos  de  translação e, como  se trata de  um  gás  ideal, não interagem entre si. Assim, classicamente, a energia interna deste gás é dependente apenas da energia cinética das partículas, energia que por sua vez liga-se diretamente ao conceito de temperatura do sistema. Logo, nesse caso, a energia interna é  função exclusiva  da temperatura. Basta saber-se a temperatura de uma amostra de gás ideal em equilíbrio termodinâmico que pode-se, então, determinar sua energia interna. 
A  relação para a energia  interna  do  gás  em função da temperatura acima  define uma  função  de  estado. Observe que a energia interna depende da temperatura contudo independe de como o sistema chegou  à  essa  temperatura.  Qualquer que seja o processo a qual se submeta o sistema, provido que esse regresse à mesma inicial temperatura  T,  ter-se-á uma variação nula de sua energia interna.
Observe contudo que pode-se combinar as duas equações acima para se gerar outra equação de estado, uma que envolva a energia interna, a pressão e o volume:
{\displaystyle U={\frac {3}{2}}PV}
Para um mesmo valor de temperatura e por conseguinte para uma mesma energia interna, há diversos estados possíveis do sistema, cada qual com uma pressão e um volume diferentes.
Embora possam-se cogitar outras equações de estado, nenhuma delas, sozinha, encerram em si todas as informações físicas acerca do sistema.
Ao contrário, uma equação que vincule a energia interna U do gás ideal à sua entropia S, ao seu número de partículas N  e ao seu volume V encerrará em si própria todas as informações físicas pertinentes ao sistema assim definido, e constitui assim uma equação fundamental de tal sistema. A título de curiosidade, a equação fundamental para um sistema composto por N partículas de um gás ideal confinados em um volume V e com energia interna U é, na representação da energia, com {\displaystyle k_{B}} representando a constante de Boltzmann e c uma constante adequadamente escolhida:
{\displaystyle U_{(S,V,N)}=N\left({\frac {N}{V}}\right)^{\frac {2}{3}}e^{{\frac {2}{3}}\left({\frac {S}{Nk_{B}}}-c\right)}} 
Através da transformada de Legendre é possível reescrever-se à equação acima, obtendo-se assim várias outras equações fundamentais, cada qual encerrando sozinha todas as informações físicas acerca do sistema em consideração.